# 安達峰一郎

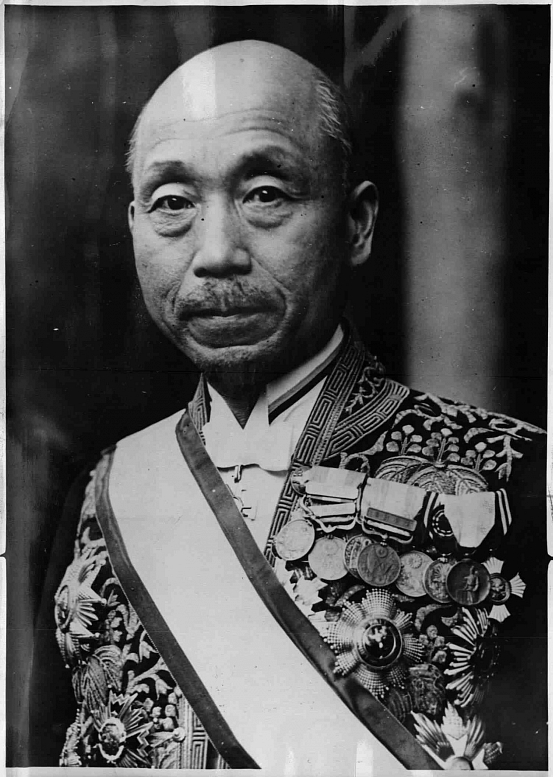
安達峰一郎

安達峰一郎（日语：／ Adachi Mineichirō，1869年7月27日—1934年12月28日），日本外交官、國際法學者，為亞洲首位擔任常設国际法院院長。曾擔任墨西哥公使、比利時大使、法國大使。

## 略歷
年少時因見當時日本飽受不平等條約之束縛，奮學國際法，以伸國權。東京帝國大學法科大學（今東京大學法學院）在學期間即精通英、法、義語，擔任外籍講師授課之通譯。畢業後任職外交官，歷任駐義、法、墨、比等地使館職務。亦曾代表日本參加樸資茅斯講和會議、凡爾賽和約會議等重大會議，參與起草《常設國際法院規約》，運用國際法妥為折衝，為國貢獻甚豐。
國際聯盟成立後，擔任日本駐國際聯盟代表及該聯盟理事會主席等重要職務。1930年成為常設國際法院法官，1931年當選院長。為亞裔出身的第一任常設國際法院院長。任職期間曾參與德奧關稅同盟案、上薩伏亞與基克斯自由區案，以及東格陵蘭法律地位案等名案之審理。任期結束後，因日本退出國際聯盟的問題於6月病倒，並於8月患上嚴重的心臟病。1934年12月28日於荷蘭安姆斯特丹的一間醫院病逝，享壽65歲。逝後荷蘭政府為表彰其卓越貢獻，在1935年1月3日特於海牙和平宮為其舉行國葬，葬儀有拍攝成紀錄片。
安達峰一郎活躍於第一次世界大戰後。當時各國為避免重啟戰禍，嘗試建立國際組織及司法機制，和平解決爭端。然而，在其就任常設國際法院院長後不久，日本因九一八事變及滿洲國承認問題，遭到國際社會的非難，退出國際聯盟。由於親歷歐陸戰時慘狀，安達峰一郎曾於演講中反對母國以戰爭侵略為國策。在當時日本國內歌頌軍國的氛圍下，仍能堅持信念，被時人譽為「世界之良心」。
1968年起，公益財団法人安達峰一郎紀念基金會以其名設立了「安達峰一郎紀念獎」，以表彰在國際法上有卓越成就的研究者。
其曾孫為詩人河津聖恵 。

## 簡歷

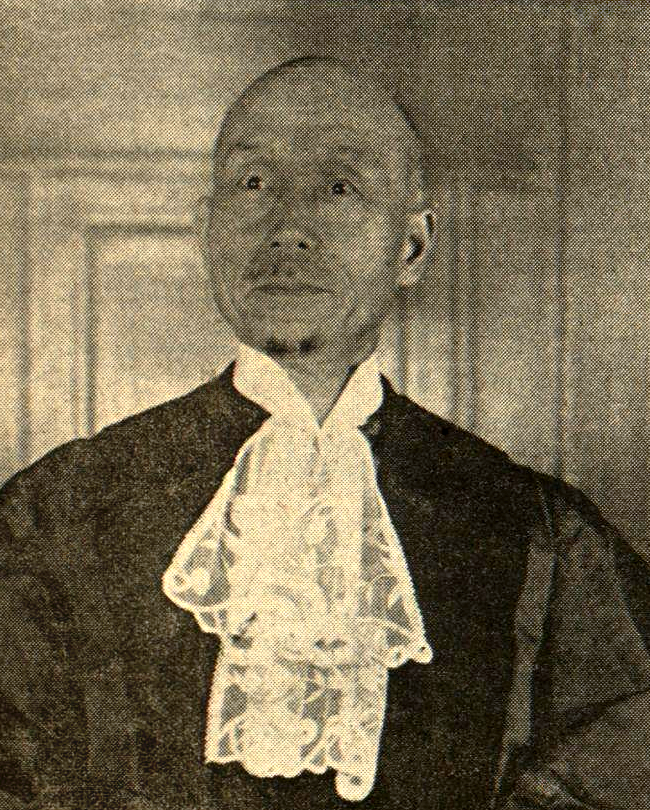
安達峰一郎（1931年）

樸資茅斯會議時的安達峰一郎（最左侧）

- 1869年：出生於日本羽前國村山郡高楯村（今 山形縣東村山郡山邊町）。[2]
- 1884年：赴东京進入司法省法律學校。畢業後進入東京帝國大學法學院法國法科就讀。在就讀期間習得英语、法语及義大利語，並替外國法律顧問部布瓦索納德（Boissonade）和國際法學者帕特諾斯卓 （ Alessandro Paternostro）翻譯 。
- 1892：從東京帝國大學法科大學畢業，進入外務省。同時擔任和法法律學校（法政大學前身）及明治法律學校（明治大學前身）的講師[3]。
- 1893年：成為條約修正調查委員。調任義大利大使館書記官，被任命為外交官補。
- 1905年：作為日本代表團的一員，參與起草《樸資茅斯條約》。
- 1907年：獲得法學博士学位。
- 1913年：出任墨西哥公使。
- 1917年：出任比利時公使。
- 1919年：代表日本參加第一次世界大戰後的巴黎和平會議。
- 1920：在國際聯盟第一屆大會中代理日本代表。
- 1921年：升任比利時大使（因公館升格）。
- 1921年：擔任國際聯盟第二屆日本代表（直至第十屆大會為止）
- 1927年：出任法國大使。
- 1928年：参加《巴黎非戰公約》的締結會議。
- 1929年：代表日本參加海牙對德賠償會議，會中德國與英法激烈對立時，安達代表進行調停。
- 1930年：常設國際法院第二次選舉，獲得最高票。（法官任期9年）。
- 1931年：擔任常設國際法院第四任院長（任期3年）。
- 1934年：逝世。荷蘭於常設國際法院為其舉行國葬。

## 荣誉

### 学术榮譽
- 海牙國際法學院教授（1924年）
- 國際法研究院（Institut de droit international）首位日本出身者會員（1924年）
- 日本帝國學士院院士（1925）
- 魯汶大學法學院名譽教授（1927年）
- 美國國際法協會名譽會員（1931）
- 美國科學院名譽院士（1932）
- 荷蘭科學協會會員（1933）

### 外国勋章奖章
- 三等一级自由十字奖章（英语：Cross of Liberty (Estonia)）（爱沙尼亚，1925年4月29日[4]）

## 外部連結
- 国立国会図書館 憲政資料室 安達峰一郎関係文書 （页面存档备份，存于）
- 安達峰一郎文献資料一覧 （山形縣立圖書館）
- 世界の良心　安達峰一郎 （页面存档备份，存于）
- 公益財団法人 安達峰一郎記念財団

## 延伸阅读
- 安達峰一郎 日本の外交官から世界の裁判官へ（東京大学出版会、2017年2月28日、 編：柳原正治、篠原初枝）ISBN 4130362593
- 世界万国の平和を期して 安達峰一郎著作選（東京大学出版会、2019年5月29日、 編：柳原正治）ISBN 4130362704